# KUD Cetingradska tamburica
KUD Cetingradska tamburica osnovan je krajem 2000. godine. Nastupao je na više folklornih smotri, na Pasionskoj baštini, te na 35. međunarodnoj smotri folklora u Zagrebu. Organizirao je i 2. i 8. Folklorne susrete Korduna. Njeguje tradiciju, običaje i folklor cetingradskog kraja, posebno karakteristične pjevane dvostihove, višeglasne napjeve te glazbu za kola iz okoline Cetingrada koja se izvode uz pratnju tamburica samica.

## Vanjske poveznice
- KUD Cetingradska tamburica, Digitalni repozitorij Instituta za etnologiju i folkloristiku